# Kwikvergiftiging
Kwikvergiftiging (ook genoemd 'hydrargyria' of 'mercurialisme') is een ziekte veroorzaakt door blootstelling aan kwikverbindingen zoals methylkwik. Kwik (chemisch symbool Hg) is een zwaar metaal dat in verschillende verbindingen voorkomt, die alle ook in lage dosering al toxisch zijn:
1. Het element kwik (oxidatietoestand 0) (Hg0) komt voor als damp of als vloeibaar metaal.
2. In oxidatietoestand 1 (Kwik(I) of Hg+) bestaat het in de vorm van anorganische zouten.
3. In oxidatietoestand 2 (Kwik(II) of Hg2+) kan het anorganische zouten en organo-kwikverbindingen vormen.

De drie groepen hebben verschillende effecten.
Toxische effecten bestaan onder meer uit hersenletsel, nier-, en longbeschadiging.
Kwikvergiftiging kan leiden tot verschillende ziekten, zoals acrodynie, het syndroom van Hunter-Russell, en minamataziekte (symptomen zijn onder meer karakteristieke achteruitgang van de zintuigen (zien, horen), spraak, verstoord gevoel en gebrek aan coördinatie). Het type en de omvang van de symptomen is afhankelijk van het individuele toxine, de dosis en de aard en duur van de blootstelling.

## Tekenen en symptomen
Gewone symptomen van kwikvergiftiging zijn onder meer perifere neuropathie zich voordoend als paresthesie (tintelingen) of jeuk, branderig gevoel of pijn, verkleuring van de huid (roze wangen, vingertoppen en tenen), oedeem (zwelling) en desquamatie (de dode huid laat los in lagen). Omdat kwik de afbraak van catecholamines blokkeert, veroorzaakt een teveel aan adrenaline hyperhidrose (overmatig zweten), tachycardie (versnelde hartslag), speekselvloed en hypertensie (hoge bloeddruk). Het vermoeden bestaat dat kwik S-adenosylmethionine deactiveert, dat nodig is voor het catecholamine-katabolisme door catechol-o-methyltransferase.
Aangetaste kinderen kunnen erythemateuse (rode) wangen, neus en lippen vertonen, verlies van haar, tanden en nagels, voorbijgaande huiduitslag, hypertonie (verhoogde spierspanning) en fotofobie (overmatige lichtgevoeligheid). Andere mogelijke symptomen kunnen zijn: nierfalen (bijvoorbeeld syndroom van Fanconi) of neuropsychiatrische symptomen (emotionele zwakheid, geheugenverlies en slapeloosheid). De klinische symptomen lijken dan ook op feochromocytoom of de ziekte van Kawasaki. Een geval van desquamatie van de handpalmen van twee kinderen met ernstige kwikvergiftiging, veroorzaakt door het spelen met een lekkende sfygmomanometer is beschreven door Horowitz et al. (2002).

## Oorzaken
Men kan op verschillende manieren blootgesteld worden aan kwik:
- De consumptie van vis is verreweg de belangrijkste bron van blootstelling aan kwik van mensen, hoewel planten en vee ook kwik kunnen bevatten door bioaccumulatie van kwik uit de bodem, water of atmosfeer en door biomagnificatie: het eten van andere kwik bevattende organismen.[5]
- Door het inademen van vervuilde lucht.[6]
- Door het eten van voedsel dat residuen van een kwikproces bevat zoals maisstroop die veel fructose bevat.[7]
- Door het vrijkomen van kwikdamp uit kwikamalgaam in tandvullingen.[8]
- Door onoordeelkundig gebruik van kwik of door het verwijderen van kwik of kwikbevattende objecten als afval, zoals bijvoorbeeld gebroken barometers, of oude TL- en spaarlampen.[9]

Kwik en veel van zijn verbindingen, vooral organokwikverbindingen, kunnen ook geabsorbeerd worden door direct contact met blote, of in sommige gevallen (zoals dimethylkwik) onvoldoende beschermde huid.

### Voornaamste bronnen van kwik in de atmosfeer
Kunstmatige bronnen zoals steenkoolverbranders stoten ongeveer de helft uit van de atmosferische kwik, terwijl natuurlijke bronnen zoals vulkanen verantwoordelijk zijn voor de rest. Ongeveer twee derde van het door de mens geproduceerde kwik komt van verbranding in elektriciteitscentrales, vooral steenkool (VS, Australië, China). Andere kunstmatige bronnen zijn: afval dat vrijkomt tijdens de winning van goud uit erts, de productie van cement, afvalverwijdering, crematoria, natriumhydroxide-, gietijzer- en staalproductie, kwikproductie, meestal voor batterijen, en biomassaverbranding.
Kwik en zijn verbindingen worden veel gebruikt in chemische laboratoria, ziekenhuizen, tandklinieken en faciliteiten betrokken bij de productie van zaken zoals TL- en spaarlampen, batterijen en explosieven.

#### Kwik in de goudmijnbouw
Kwik wordt gebruikt in de kleinschalige, veelal ongereguleerde goudmijnbouw; langs rivieren of in het regenwoud mengen arbeiders goudhoudend sediment met kwik, vaak met niet meer gereedschap dan handen en voeten.
Het kwik vormt een amalgaam met de goudsporen in het erts. Dit amalgaam wordt verhit met een brander, soms in het veld, maar soms ook binnen bij een lokale goudinkoper, waarbij het kwik verdampt en het goud overblijft. Bij sommige van deze werkplaatsen zijn kwikniveaus gemeten die 20 keer hoger zijn dan de internationaal aanvaarde veiligheidsstandaard. Het verarmde erts (met restanten kwik) wordt met water weggespoeld en komt uiteindelijk in de rivieren terecht. Naar schatting komt met deze techniek tussen de 650 en 1000 ton kwik per jaar in het milieu vrij. Arbeiders bij kleine onafhankelijke goudmijnen nemen mensen in dienst die een hoger kwikvergiftigingsrisico lopen door toepassing van dit soort procestechnieken. Dit is het gevaar voor de galamsey in Ghana en vergelijkbare arbeiders zoals de orpailleurs in naburige Franssprekende landen. Hoewel er geen officiële schattingen van de regering zijn van het aantal arbeiders in de goudmijnbouw, wordt dit geschat op 20.000 tot 50.000 in Ghana, onder wie veel vrouwen die als sjouwers werken. In Peru wordt het aantal arbeiders in de kleinschalige goudmijnbouw geschat op 100.000 man.

### Kwik in huis
In oude thermometers, bloeddrukmeters en barometers kan kwik zitten. Als je zo’n voorwerp kapot laat vallen, rollen en stuiteren de bolletjes kwik naar alle kanten. Het is vrijwel onmogelijk om een grote hoeveelheid kwik goed op te ruimen. Achterblijvende bolletjes verdampen langzaam en kunnen een kwikvergiftiging veroorzaken. Als je veel kwik hebt gemorst, bijvoorbeeld doordat er een barometer is gevallen, kun je het beste advies vragen aan de GGD.

## Mechanisme
Kwik is zo'n hoog toxische en reactieve stof dat het moeilijk is om het specifieke mechanisme van beschadiging vast te stellen en veel is onbekend. Kwik tast het centraal zenuwstelsel aan, het endocriene systeem, de nieren en andere organen en is slecht voor de mond, het tandvlees en de tanden. Blootstelling aan zware kwikdamp of blootstelling gedurende lange perioden aan kwikverbindingen kan leiden tot hersenschade en uiteindelijk de dood.
Kwik en zijn verbindingen zijn vooral giftig voor foetussen en jonge kinderen. Vrouwen die blootgesteld zijn geweest tijdens de zwangerschap hebben soms baby's gekregen met ernstige geboorteafwijkingen (zie: minamataziekte). Blootstelling van jonge kinderen aan kwik kan ernstige neurologische gevolgen hebben: het blokkeert de vorming van zenuwschedes (myeline). Er is enig bewijs dat kwikvergiftiging kan leiden tot het syndroom van Young (mannen met bronchiëctasieën en azoöspermie).
De effecten van kwikvergiftiging hangen er deels vanaf of het gaat om elementair (vloeibaar) kwik, anorganische kwikverbindingen (kwikzouten) of organische kwikverbindingen.

### Elementair kwik
Het kwikzilver (vloeibaar metallisch kwik) wordt slecht geabsorbeerd bij inneming en huidcontact. Het is schadelijk door zijn vermogen om kwikdamp te verspreiden. Uit dierproeven blijkt dat minder dan 0,01% van het opgenomen kwik geabsorbeerd wordt door het maag-darmkanaal. Dit geldt misschien niet voor individuen die lijden aan Ileus. Gevallen van systemische toxiciteit vanwege per ongeluk inslikken zijn zeldzaam, en poging tot zelfdoding door intraveneuze injectie leidt niet tot systemische toxiciteit.
Hoewel dit niet kwantitatief is bestudeerd, lijkt het dat de natuurkundige eigenschappen van vloeibaar elementair kwik de absorptie door intacte huid beperken vanwege de zeer lage absorptie door het maag-darmkanaal. Absorptie door de huid zal daarom ook gering zijn.
Enig vloeibaar kwik wordt door de huid geabsorbeerd maar opname via deze route is slechts ongeveer 1% van de hoeveelheid door inademing.
Bij mensen wordt ongeveer 80% van de ingeademde kwikdamp opgenomen door de longen waar het kwik afgegeven wordt aan de bloedbaan en verspreid wordt door het gehele lichaam.
Chronische blootstelling door inademing, zelfs bij lage concentraties tussen 0,7–42 µg/m3, heeft aangetoond in gecontroleerde studies van gevallen dat er effecten zijn zoals bevingen, aangetaste cognitieve vaardigheden en slapeloosheid bij arbeiders.

### Anorganische kwikverbindingen
Kwik komt anorganisch voor als zouten zoals kwik(II)chloride. Kwikzouten beïnvloeden het maag-darmkanaal en de nieren en kunnen ernstige nierschade veroorzaken. Echter, omdat kwikzouten de bloed-hersenbarrière niet makkelijk kunnen overschrijden, kunnen ze weinig neurologische schade toebrengen, tenzij er sprake is van voortdurende en zware blootstelling.
Omdat er twee oxidatietoestanden van kwikzouten bestaan, Hg+ en Hg2+, komen kwikzouten voor zowel in kwik(I)- als in kwik(II)vormen. Kwik(II)zouten zijn meestal giftiger dan hun kwik(I) tegenhangers, omdat hun oplosbaarheid in water (en dus ook in bloed) groter is. Hierdoor worden ze sneller en meer geabsorbeerd uit het maag-darmkanaal.
Hg(CN)2, ook bekend als mercuricyanide, is een bijzonder giftige kwikverbinding. Indien ingenomen, kunnen zowel kwik- als cyanidevergiftiging optreden. Hg(CN)2 kan het lichaam binnenkomen via inademing, inslikken of via de huid. Inademing van Hg(CN)2 irriteert de keel en de luchtwegen. Verwarmen of contact van Hg(CN)2 met zuur of zure damp maakt toxische kwik- en cyanidedampen vrij die bronchitis met hoest en flegma- en/of weefselirritatie kunnen veroorzaken, alsook longweefselirritatie. Contact met de ogen kan brandvlekken en bruine vlekken in de ogen vormen, terwijl langdurig contact het perifere gezichtsvermogen kan aantasten.
Chronische blootstelling aan kleine hoeveelheden van de verbinding kan leiden tot kwikaccumulatie in de tijd. Het kan het lichaam maanden of jaren kosten om het overtollige kwik uit te scheiden. Een overdosis kwik(II)cyanide kan leiden tot nierschade en/of kwikvergiftiging, leidend tot tremors, schudden van de hand, bijvoorbeeld bij het schrijven, irriteerbaarheid, tandvleesaantasting, meer speekselvorming, metaalsmaak, verlies van zin in voedsel, geheugenverlies, persoonlijkheidsveranderingen en hersenletsel. Blootstelling aan een grote dosering in een keer kan tot plotselinge dood leiden.
Kwik(II)cyanide werd nog niet getest op zijn vermogen om reproductieve schade te veroorzaken. Ofschoon van anorganische kwikverbindingen zoals Hg(CN)2) niet bewezen is dat zij geboorteafwijkingen kunnen veroorzaken, moet er voorzichtig mee omgegaan worden omdat bekend is dat zij embryo's schade toebrengen en de vruchtbaarheid van mannen en vrouwen kunnen verminderen. Volgens een studie vertoonden twee mensen symptomen van cyanidevergiftiging binnen enkele uren na het innemen van kwik(II)cyanide of kwikoxycyanide, Hg(CN)2•HgO, in zelfmoordpogingen. De giftigheid van Hg(CN)2 wordt gewoonlijk geacht vrijwel uitsluitend te ontstaan uit kwikvergiftiging; echter, de patiënt die kwikoxycyanide innam stierf na 5 uur aan cyanidevergiftiging voordat kwikvergiftigingsverschijnselen werden geobserveerd. De patiënt die Hg(CN)2 innam vertoonde eerst acute cyanidevergiftiging die onder controle werden gebracht, en vertoonde later tekenen van kwikvergiftiging voor herstel. Men denkt nu dat de graad van cyanidevergiftiging gerelateerd is aan de hoeveelheid cyanide-ionen die in de maag vrijkomen, wat afhangt van factoren zoals de ingenomen hoeveelheid, de zuurgraad in de maag en het volume van de maag.
Het medicijn NAP (n-acetyl penicillamine) werd gebruikt om kwikvergiftiging te behandelen, zij het met beperkt succes.

### Organische kwikverbindingen
Verbindingen van kwik zijn giftiger dan het element kwik zelf, en dikwijls extreem giftig. Ze waren betrokken bij hersen- en leverschade. De meest gevaarlijke kwikverbinding, dimethylkwik, is zo giftig dat zelfs enkele microliters gemorst op de huid of zelfs een latexhandschoen, de dood kan veroorzaken. Het kwik dat gebruikt wordt in de kleinschalige goudmijnbouw komt uiteindelijk in de rivieren terecht; daar wordt het door anaerobe bacteriën omgezet in dimethylkwik en geabsorbeerd door micro-organismen. Dit is de eerste stap naar bioaccumulatie in vis, van klein, kortlevend tot groot en langlevend. Dimethylkwik is de voornaamste bron van organisch kwik. Het werkt zijn weg omhoog in de voedselketen via bioaccumulatie, en bereikt hoge concentraties in populaties van sommige soorten. Grotere soorten vis, zoals tonijn of zwaardvis zijn meestal van groter belang dan kleinere soorten. Het Amerikaanse voedsel- en medicijnagentschap FDA en het milieubeschermingsagentschap EPA adviseren vrouwen die seksueel actief zijn, voedende moeders en jonge kinderen om geheel af te zien van de consumptie van zwaardvis, haai, koningsmakreel en tegelvis (uit de Golf van Mexico, tegelvis uit de Noord- en Midden-Atlantische Oceaan vormt geen risico), en om niet meer witte tonijn te consumeren dan 170 gram per week, en van alle andere vis en schelpdieren niet meer dan 340 gram per week.
Na een heroverweging in 2006 van de risico's en voordelen van visconsumptie kwam men tot de conclusie dat voor volwassenen de voordelen van een of twee porties vis per week de risico's overtreffen, zelfs (met uitzondering van een paar vissoorten) voor vrouwen die de leeftijd hebben om kinderen te krijgen en dat het weren van visconsumptie zou kunnen leiden tot significante toename van coronaire hartziekte, sterfte en suboptimale neurale ontwikkeling in kinderen. Er is een lange latente periode tussen blootstelling aan methylkwik en het verschijnen van symptomen in vergiftigingsgevallen bij volwassenen. De langste periode na een enige blootstelling is vijf maanden; andere latente perioden in de reeks van weken tot maanden werden ook gerapporteerd. Het waarom van deze lange latente periode is niet bekend.
Als het eerste symptoom verschijnt, typisch paresthesie (een tinteling of gevoelloosheid van de huid), wordt het snel gevolgd door ernstiger effecten, soms eindigend in coma en dood. De toxische schade schijnt te worden bepaald door de piekwaarde van kwik, niet de lengte van de blootstelling. Ethylkwik is een afbraakproduct van de antibacteriologische middel ethylmercurithiosalicylaat, dat gebruikt werd als een plaatselijk ontsmettingsmiddel en als het conserveringsmiddel thiomersal in vaccins. Zijn eigenschappen zijn niet zo extensief bestudeerd als die van methylkwik. Het wordt makkelijker en sneller uit het bloed verwijderd, met een halveringstijd 7 tot 10 dagen, en het kan veel sneller gemetaboliseerd worden dan methylkwik. Het heeft waarschijnlijk niet de mogelijkheid om de bloed-hersenbarrière te doorbreken, maar maakt gebruik van eenvoudige diffusie om in de hersenen binnen te dringen. Andere blootstellingen aan organisch kwik omvatten fenylkwikacetaat en fenylkwiknitraat. Dezen werden binnenshuis gebruikt om hun anti-schimmeleigenschap, maar werden in 1990 verboden vanwege hun toxiciteit.

## Diagnose
Diagnose van elementair of anorganische kwikvergiftiging houdt in het bepalen van de geschiedenis van de blootstelling, de fysieke bevindingen en het vaststellen van een verhoogde kwikconcentratie. Ofschoon kwikconcentraties in het bloed typisch lager zijn dan 6 µg/l, kunnen diëten rijk aan vis resulteren in concentraties hoger dan 200 µg/l; Het is niet nuttig om deze niveaus te meten voor gevallen van vermoedelijke elementaire of anorganische vergiftiging omdat kwik een korte halveringstijd heeft in het bloed. Als de blootstelling chronisch is, kunnen urinegehaltes gemeten worden. 24-uurs metingen zijn betrouwbaarder dan een afzonderlijke meting. Het is moeilijk of onmogelijk om urinemonsters te interpreteren van patiënten die chelatietherapie ondergaan, omdat de therapie zelf het kwikgehalte vergroot in de monsters.

## Preventie
Kwikvergiftiging kan voorkomen worden door het elimineren of verminderen van blootstelling aan kwik of kwikverbindingen. Daartoe doen overheden en privégroepen aan de hand van het Minamata Verdrag moeite om het gebruik van kwik te reguleren en adviezen te verstrekken voor een meer verantwoord gebruik. Export vanuit de Europese Unie van kwik en sommige kwikverbindingen is in dat kader per 2011 verboden.
De variabiliteit in wetgeving en reguleringen is soms verwarrend, zowel voor de leek als de wetenschapper.
| Land | Regulerend agentschap                         | Gereguleerde activiteit   | Medium     | Soort of kwikverbinding | Type v/h limiet                  | Limiet             |
| ---- | --------------------------------------------- | ------------------------- | ---------- | ----------------------- | -------------------------------- | ------------------ |
| VS   | Occupational Safety and Health Administration | blootstelling op het werk | lucht      | elementaire kwik        | Plafond (niet hoger dan)         | 0.1 mg/m³          |
| VS   | Occupational Safety and Health Administration | blootstelling op het werk | lucht      | organisch kwik          | Plafond (niet meer dan)          | 0.05 mg/m³         |
| VS   | Food and Drug Administration                  | drinken                   | water      | anorganisch kwik        | Maximum toelaatbare concentratie | 2 ppb (0.002 mg/l) |
| VS   | Food and Drug Administration                  | eten                      | zeevoedsel | methylkwik              | Maximum toelaatbare concentratie | 1 ppm (1 mg/l)     |
| VS   | Environmental Protection Agency               | drinken                   | water      | anorganisch kwik        | Maximum contaminatie niveau      | 2 ppb (0.002 mg/l) |

## Behandeling
Het identificeren en verwijderen van de kwikbron is cruciaal. Ontgifting maakt de verwijdering van kleren noodzakelijk, alsook het wassen van de huid met zeep en water, en spoelen van de ogen met een zoutoplossing voor zover nodig. Inname van kwik(II)chloride dient benaderd te worden als de inname van een sterke base (geconcentreerd loog). Onmiddellijke chelatietherapie is de standaardzorg voor een patiënt die symptomen vertoont van ernstige kwikvergiftiging of waarvoor via het laboratorium bewijs van een grote kwikinname bestaat. Chelatietherapie voor acute anorganische kwikvergiftiging kan gedaan worden met DMSA, 2,3-dimercapto-1-propanesulfonic acid (DMPS), D-penicillamine (DPCN), of dimercaprol (BAL) Alleen DMSA is door de FDA goedgekeurd voor gebruik bij kinderen om kwikvergiftiging te behandelen. Verschillende studies vonden echter geen klinisch voordeel van DMSA behandeling in relatie met kwikdamp. Geen enkele chelator voor methylkwik of ethylkwik draagt de goedkeuring van de FDA; DMSA is het meest gebruikte voor methylkwikvergiftiging, omdat het oraal wordt gegeven, minder bijwerkingen heeft en beter is bevonden dan BAL, DPCN en DMPS. Van alpha-lipoïnezuur werd aangetoond dat het beschermt tegen acute kwikvergiftiging in verschillende zoogdiersoorten na blootstelling; een juiste dosering is vereist, omdat onjuiste doseringen de giftigheid vermeerdert. Ofschoon er een hypothese bestaat dat frequente lage doseringen van alpha-lipoïnezuur gebruikt zouden kunnen worden als kwikchelator, hebben studies in ratten het tegendeel aangetoond. Glutathione en N-acetylcysteine (NAC) worden aanbevolen door sommige doktoren, maar van deze stoffen is ook aangetoond dat ze de kwikconcentratie vermeerderen in de nieren en hersenen.
Experimenteel is een interactie aangetoond tussen selenium en methylkwik, maar epidemiologische studies hebben weinig bewijs gevonden dat selenium beschermt tegen de kwade effecten van methylkwik.
Zelfs als de patiënt geen symptomen noch gedocumenteerde geschiedenis heeft van blootstelling aan kwik, gebruikt een minderheid van doktoren (vooral degenen in de alternatieve geneeskunde chelatietherapie om het lichaam te zuiveren van kwik. Zij geloven in staat te zijn om neurologische en andere afwijkingen te verhelpen door het kwik dat zij als boosdoener zien, te verdrijven. Het is dan gebruikelijk om het lichaam van de patiënt te voorzien van een chelatiemiddel, urinemonsters te nemen om dan via laboratoriumuitslagen de patiënt te diagnosticeren met giftige kwikniveaus; dikwijls wordt er geen pre-chelatie urinemonster genomen ter vergelijking. De patiënt wordt dan geadviseerd om verdere chelatie te ondergaan. Er is geen wetenschappelijk bewijs voor de mening dat het kwik in vaccins autisme veroorzaakt.
Chelatietherapie kan slecht aflopen. In augustus 2005 resulteerde een onjuiste vorm van EDTA gebruikt voor chelatietherapie in hypocalciëmie, wat hartstilstand veroorzaakte en een vijfjarige autistische jongen doodde.

## Historische wetenswaardigheden
- Van de eerste keizer van het verenigd China, Qin Shi Huang, wordt gezegd dat hij stierf na het slikken van kwikpillen die bedoeld waren om hem eeuwig leven te geven.[37]
- De Engels/Amerikaanse uitdrukking mad as a hatter is waarschijnlijk een referentie naar kwikvergiftiging, gezien kwikverbindingen die in de 18e en 19e eeuw gebruikt werden bij het fabriceren van vilthoeden.[38]
- Gedurende vele jaren, inclusief de vroege periode van zijn presidentschap, nam Abraham Lincoln een medicijn, gewoon in die tijd, genaamd "Blue mass" ("blauwe massa") dat significante hoeveelheden kwik bevatte.
- Een vroege wetenschappelijke studie van kwikvergiftiging werd uitgevoerd in 1923-1926 door de Duitse anorganische chemicus, Alfred Stock, die zelf vergiftigd werd, samen met zijn collega's, door het inademen van kwikdamp dat ontsnapte uit zijn laboratoriumgereedschap: — diffusiepompen, afsluiters, en manometers — die allen kwik bevatten, en ook van kwik dat per ongeluk gemorst was en bleef zitten in spleten in de linoleum vloerbedekking. Hij publiceerde een aantal artikelen over kwikvergiftiging, richtte een comité op in Berlijn om gevallen van kwikvergiftiging te bestuderen en introduceerde de term micromercurialisme.[39]
- De term Hunter-Russell syndroom is afkomstig van een studie over kwikvergiftiging bij arbeiders in een zaadverpakkingsfabriek in Norwich, England in de late jaren 1930 die ook methylkwik inademden dat gebruikt werd als zaadontsmettings- en conserveringsmiddel.[40]
- Gevallen van methylkwikvergiftiging deden zich voor op verschillende plaatsen in Japan gedurende de jaren 1950 vanwege industriële dumping van kwik in rivieren en kustwateren. De bekendste gevallen waren in Minamata and Niigata. In Minamata alleen stierven meer dan 600 mensen als gevolg van wat bekend werd als minamataziekte. Meer dan 21.000 mensen dienden klachten in bij de Japanse overheid, waarvan er bijna 3000 erkend werden als lijdend aan de ziekte. In 22 gedocumenteerde gevallen hadden zwangere vrouwen die met kwik verontreinigde vis aten milde of geen symptomen maar brachten zij baby's ter wereld met ernstige ontwikkelingshandicaps.[2]
- Op 14 augustus 1996 morste Karen Wetterhahn, een chemieprofessor werkend aan het Dartmouth College, een kleine hoeveelheid dimethylkwik op haar latex handschoen. Ze ervoer de symptomen van kwikvergiftiging vijf maanden later en niettegenstaande de zware chelatietherapie, overleed zij enkele maanden later aan encefalopathie.[22][23]
- Op 19 maart 2008 ademde Tony Winnett, 55, kwikdampen in terwijl hij probeerde goud te halen uit computeronderdelen en stierf tien dagen later. Het kwikniveau in zijn woonhuis in Oklahoma was dermate hoog dat het ontgiftigd moest worden.[41][42]
- In december 2008 werd acteur Jeremy Piven gediagnosticeerd met hydrargyria veroorzaakt door het eten van sushi tweemaal daags gedurende twintig jaren.[43]

### Acrodynie
Acrodynie is een type kwikvergiftiging in kinderen gekarakteriseerd door pijn en een paarse verkleuring van de handen en voeten. Het woord is afgeleid van het Grieks, άκρο betekent uiteinde en οδυνη pijn. Acrodynie was relatief veel voorkomend onder kinderen in de eerste helft van de 20ste eeuw in de Engelstalige wereld. In het begin was de oorzaak van de acrodynieepidemie onder kleuters en jonge kinderen onbekend; echter, kwikvergiftiging, voornamelijk door calomel in tandpoeders, begon algemeen geaccepteerd te worden als de oorzaak in de jaren 50 en 60 van de 20e eeuw. Gevallen van acrodynie verminderden in 1954 drastisch nadat calomel uitgesloten werd van de meeste tandpoeders. Acrodynie is moeilijk te diagnosticeren. "Er wordt aangenomen dat de etiologie van dit syndroom een idiosyncratische overgevoeligheidsreactie is tegen kwik vanwege de afwezigheid van correlatie met kwikniveaus, de symptomen lijken veel op erkende kwikvergiftiging". Omdat elementair kwik dikwijls door het maag-darmkanaal passeert zonder te worden geabsorbeerd, werd het medisch voor verscheidene doeleinden gebruikt totdat de gevaren van kwikvergiftiging bekend werden. Zo werd elementair kwik gebruikt om mechanisch verstoppingen in de darm te verwijderen (vanwege het grote gewicht en de vloeibaarheid), en het was een belangrijk ingrediënt in verschillende medicijnen door heel de geschiedenis, zoals Blue mass. De toxische effecten werden dikwijls niet opgemerkt of waren zo vaag dat ze aan andere oorzaken werden toegeschreven. Thans worden kwikverbindingen nog medisch gebruikt in vaccins en tand-amalgaam. Beide gebruiken zijn het onderwerp van controverse.